# Barranco de Fasnia y Güímar
Barranco de Fasnia y Güímar este o arie protejată (arie specială de conservare — SAC, sit de importanță comunitară — SCI) din Spania întinsă pe o suprafață de 151,1 ha, integral pe uscat.

## Localizare
Centrul sitului Barranco de Fasnia y Güímar este situat la coordonatele 28°15′16″N 16°26′42″W / 28.2545°N 16.4449°V.

## Înființare
Situl Barranco de Fasnia y Güímar a fost declarat sit de importanță comunitară în octombrie 1999 pentru a proteja un număr necunoscut de specii din flora spontană și fauna sălbatică aflate în arealul zonei. Situl a fost protejat și ca arie specială de conservare în ianuarie 2010.

## Biodiversitate
Situată în ecoregiunea , aria protejată conține 5 habitate naturale: Păduri endemice cu Juniperus spp., Faleze cu floră endemică de pe coastele macaroneziene, Tufărișuri termo-mediteraneene și de pre-deșert, Pante stâncoase silicioase cu vegetație casmofită, Păduri de pin endemic canariene.
La baza desemnării sitului se află un număr nedeclarat de specii protejate.